# Tillandsia arequitae
Tillandsia arequitae es una especie de planta epífita dentro del género  Tillandsia, perteneciente a la  familia de las bromelias. 

## Distribución y hábitat
Endémica de Uruguay, Departamento de Lavalleja, ladera oeste del Cerro Arequita. Crece en los paredones rocosos del cerro.

## Características
Tiene escapo bien elongado y brácteas de 25-40 mm de largo con hasta 12 flores blancas con el centro amarillo.

## Cultivares
- Tillandsia 'Mystic Rainbow'
- Tillandsia 'Mystic Rainbow Peach'
- Tillandsia 'Mystic Rainbow Pink'

## Taxonomía
Tillandsia arequitae fue descrita por (André) André ex Mez y publicado en Monographiae Phanerogamarum 9: 814. 1896.
Etimología
Tillandsia: nombre genérico que fue nombrado por Carlos Linneo en 1738 en honor al médico y botánico finlandés Dr. Elias Tillandz (originalmente Tillander) (1640-1693).
arequitae: epíteto geográfico que alude a su localización en el Cerro Arequita.
Sinonimia
- Tillandsia xiphioides var. arequitae André (1893)[2][3]

## Nombre común
- Clavel del aire del Cerro Arequita o Clavel del aire blanco.